# Новосёловка (Березовский район)
Новосёловка (укр. Новоселівка) — село, относится к Березовскому району Одесской области Украины.
Население по переписи 2001 года составляло 1257 человек. Почтовый индекс — 67330. Телефонный код — 4856. Занимает площадь 2,434 км². Код КОАТУУ — 5121283401.

## Местный совет
67330, Одесская обл., Березовский р-н, с. Новосёловка, ул. Новая, 77а